# Гутенфельс (замок, Рейнланд-Пфальц)
Гутенфельс (нем. Burg Gutenfels) — средневековый замок замок на высокой скале над городом Кауб в долине Верхнего Среднего Рейна в земле Рейнланд-Пфальц, Германия. Одна из немногих хорошо сохранившихся крепостей эпохи правления Гогенштауфенов.

## История

### Ранний период
Замок Гутенфельс около 1220 года как императорская крепость, которая передавалась в управление вассалам династии Гогенштауфенов. Изначально каменные укрепления назывались Кауб по имени расположенного ниже поселения. Впервые замок был осаждён воинами графа Вильгельма Голландского в 1252 году. Но защитники сумели отстоять крепость. В 1277 году представители семьи фон Фалькенштайн передали замок и город Кауб пфальцграфам цу Лехен. До 1289 года крепостью и окрестными землями владел баварский герцог Людвиг II Строгий.
Кольцевая стена вокруг цитадели была построена в XIV веке, а со стороны наиболее вероятного штурма возвели форбург. Кроме того замок значительно расширили.

### Эпоха Возрождения

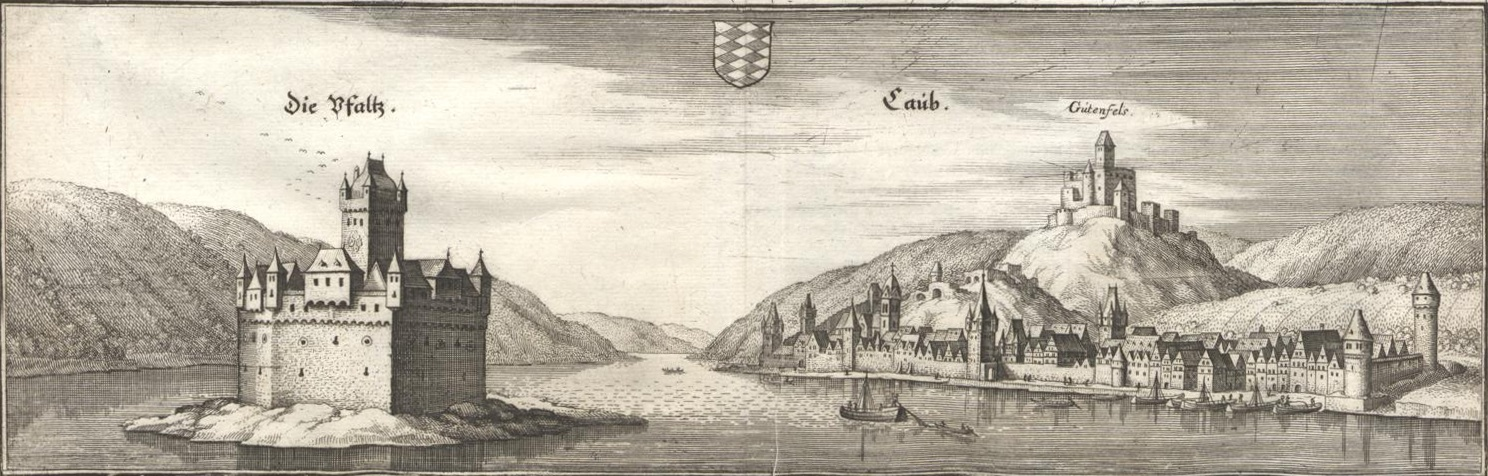
Изображение замка из книги Topographia Palatinatus Rheni et Vicinarum Regionum 1645 года

В 1504 году замок выстоял против осады, устроенной ландграфом Вильгельмом Гессенским и продолжавшейся 39 дней. После этого обрадованный владелец крепости пфальцский курфюрст Людвиг V Миролюбивый велел переименовать её в Гутенфельс («хороший утёс»). По приказу курфюрста замок отремонтировали, а в 1508 году значительно расширили, пристроив чуть южнее новые здания.
В начале XVIII века к северу от основного замка был построен рондель. Во время Тридцатилетней войны Гутенфельс несколько раз переходил из рук в руки, но главные укрепления в целом хорошо сохранились.

### Новое время

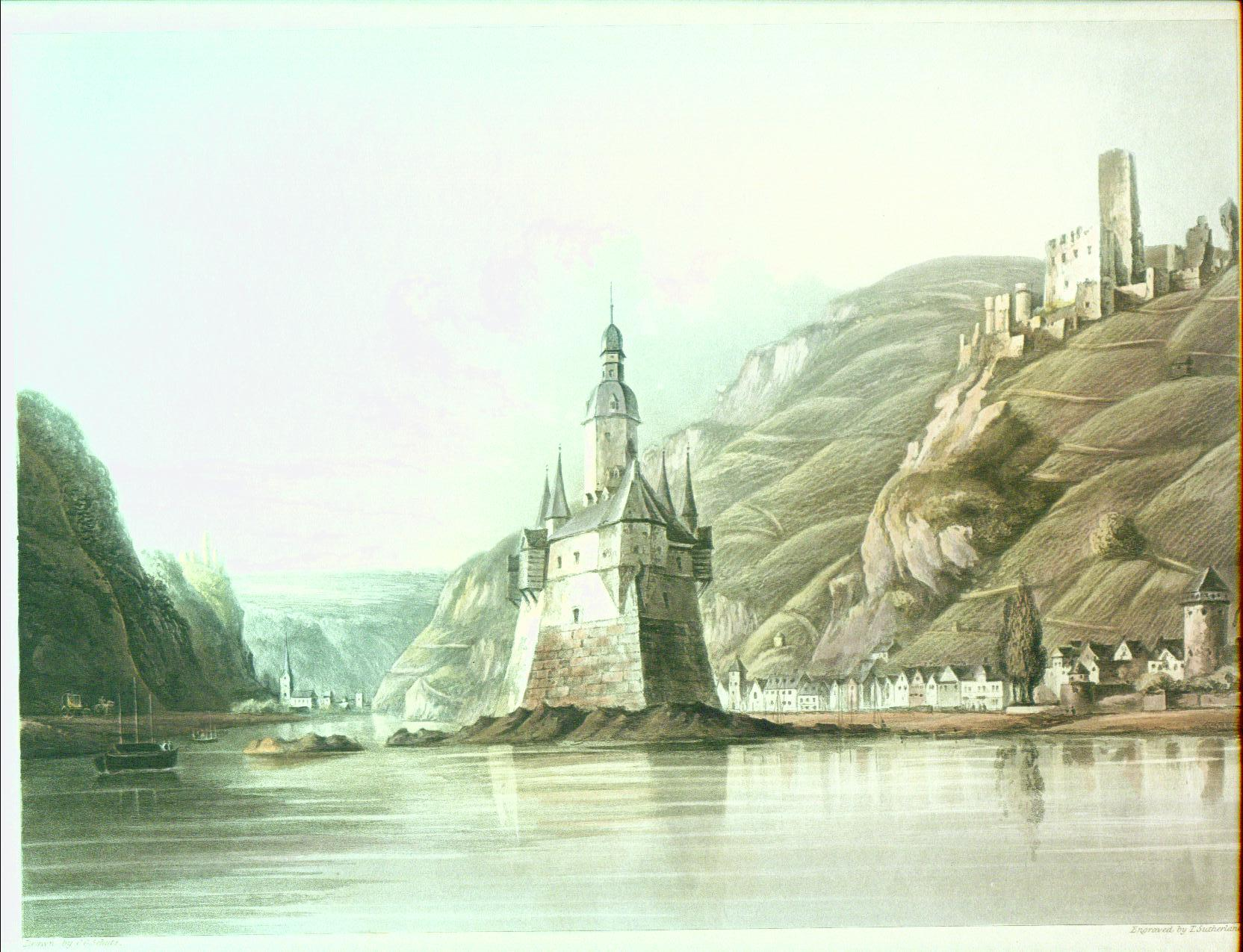
Замок Гутенфельс на рисунке 1820 года

В 1793 году замок без боя сумели захватить французские войска. До 1803 года в Гутенфельсе проживали солдаты-инвалиды. А в 1806 году по приказу Наполеона укрепления были взорваны.
От окончательно сноса оставшиеся руины спас Фридрих Густав Хабель, купивший замок в 1833 году.
В 1889—1892 годах была проведена реставрация замка по планами архитектора Густава Вальтера. Благодаря этому хорошо сохранились многие элементы изначальной крепости, а сам Гутенфельс стал одни из немногих образцов фортификационной архитектуры эпохи Гогенштауфеннов.

## Описание
Замок расположен на высоте 220 метров над уровнем моря на 100-метровой скале над городом Кауб. Хорошо сохранилась цитадель замка с 35-метровым квадратным донжоном и главной бывшей резиденцией. Внешние укрепления, включая кольцевые стены, в настоящее время восстановлены и отреставрированы.

## Современное состояние

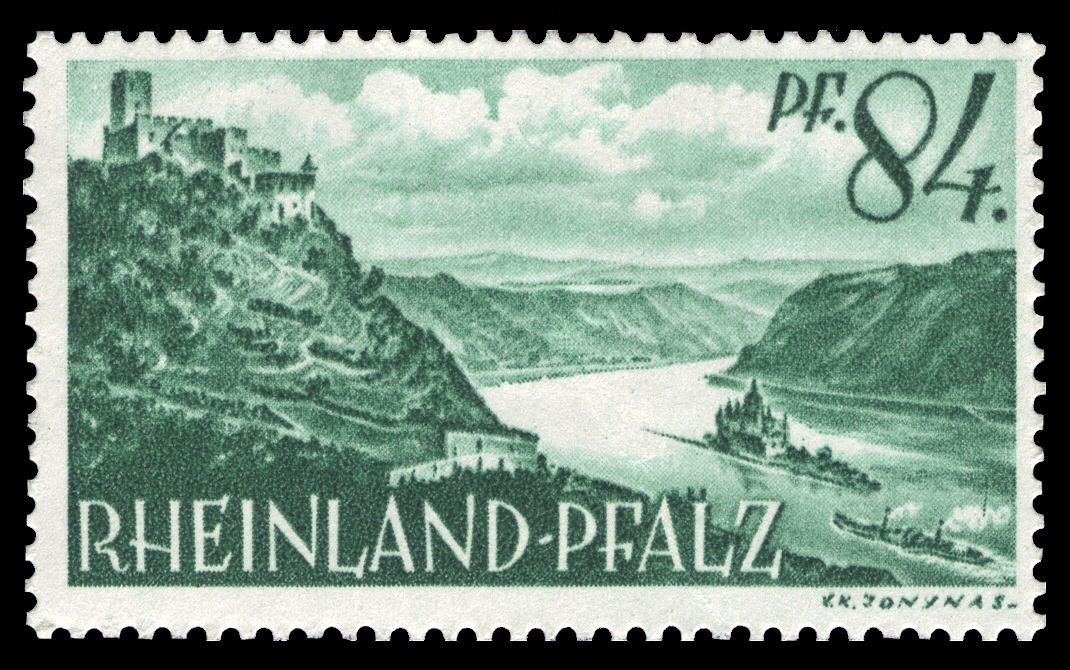
Изображение замка на марке 1947 года

В 2006 года замок перешёл в частную собственность. Новые владельцы капитально отремонтировали Гутенфельс, включая не только бывшие жилые здания, но и крепостные сооружения. В настоящее время замок используется как гостиница.
В 2008 году началось восстановление ранее заброшенных обширных виноградников у подножия замка. В частности были посажены новые виноградные лозы.

## Галерея

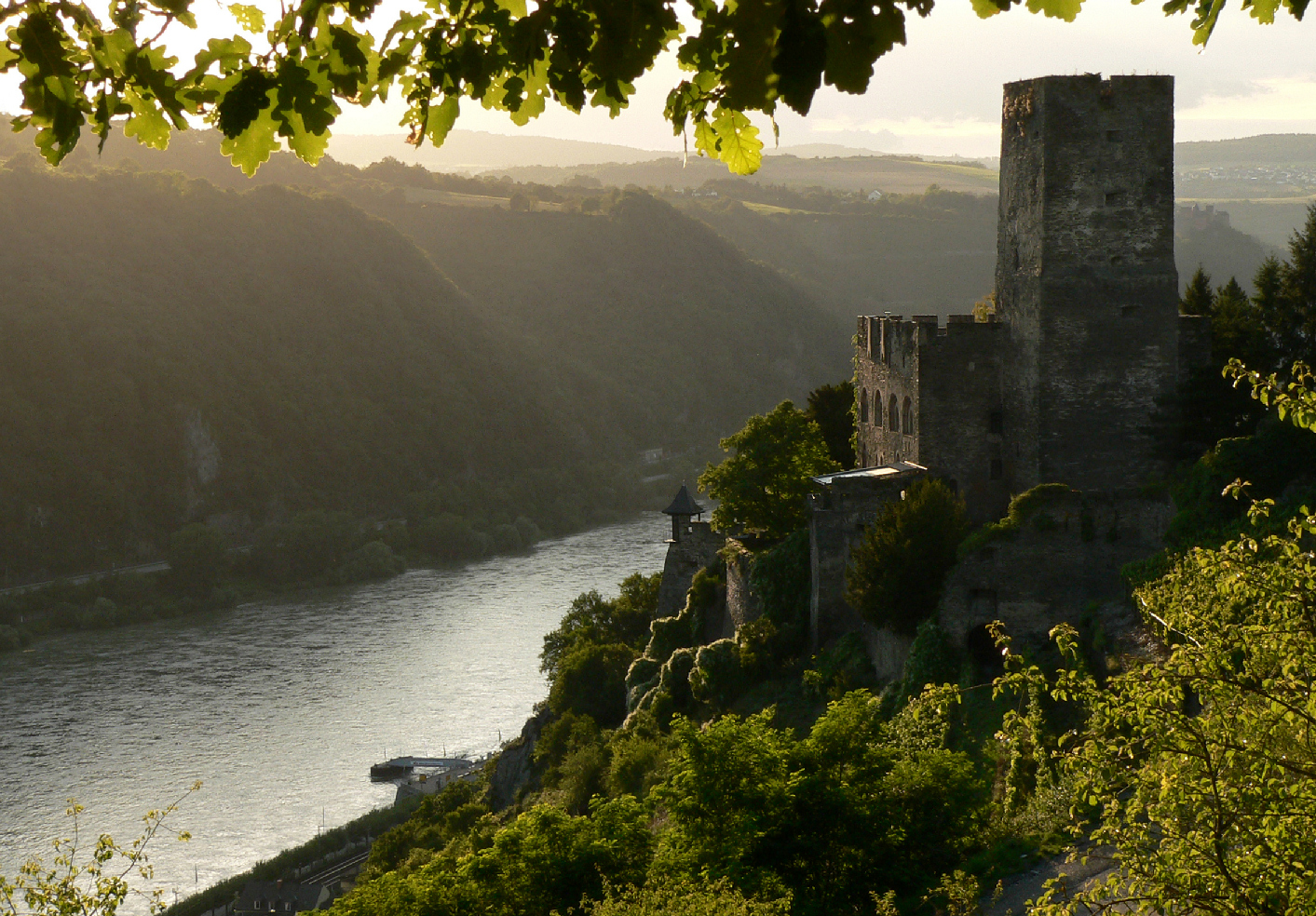
Вид замка и долины Рейна
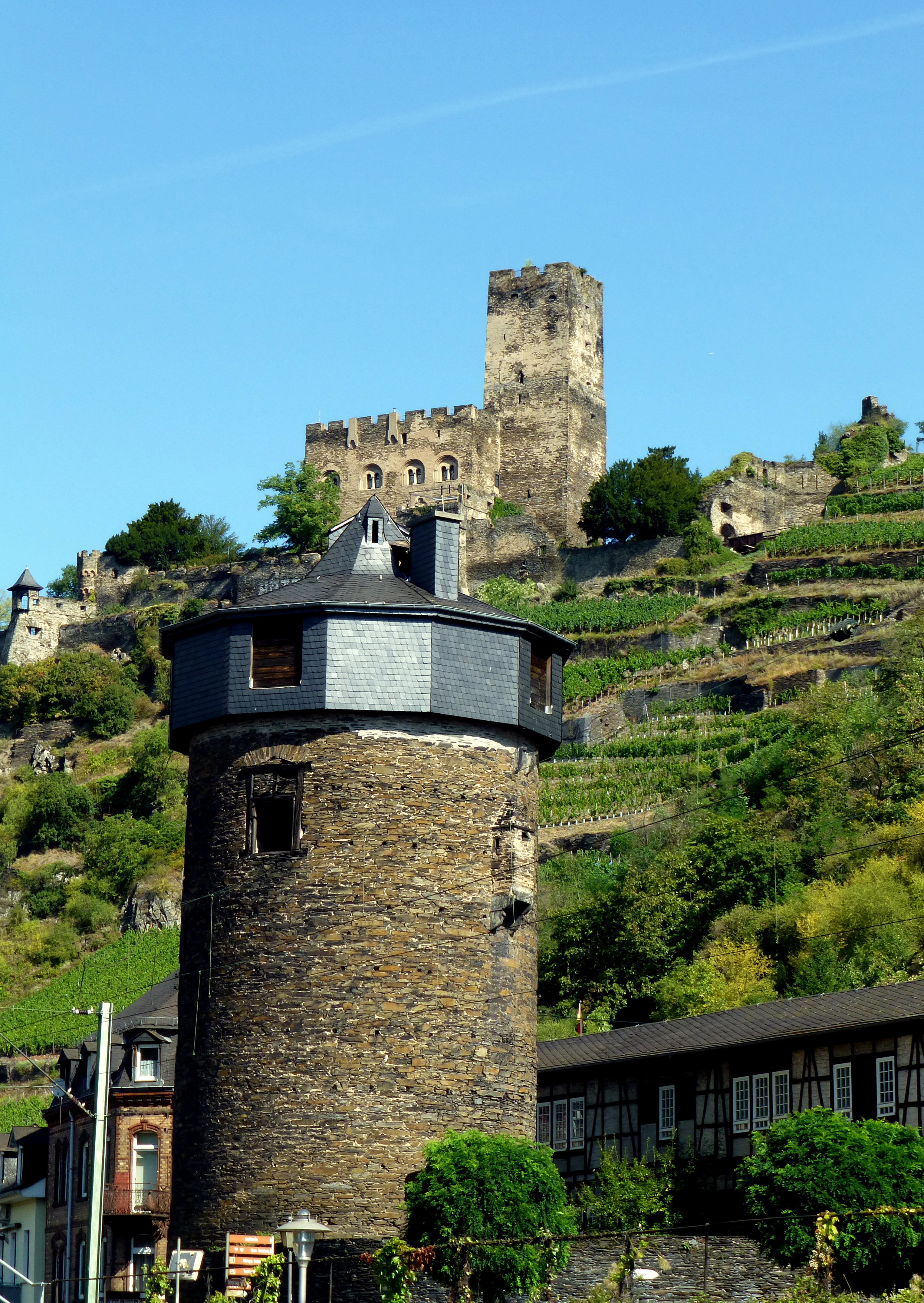
Вида замка снизу, со стороны башни Дибстурм
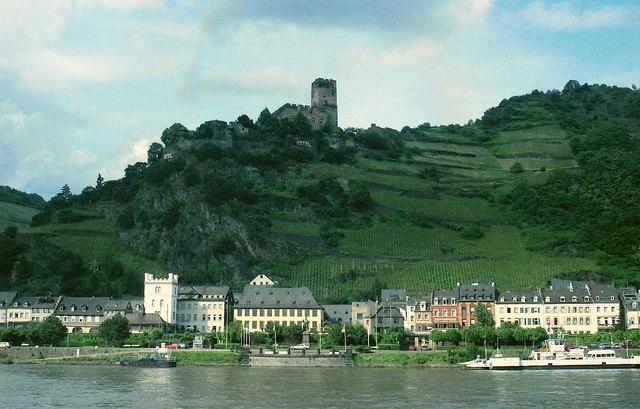
Город Кауб и возвышающийся над ним замок
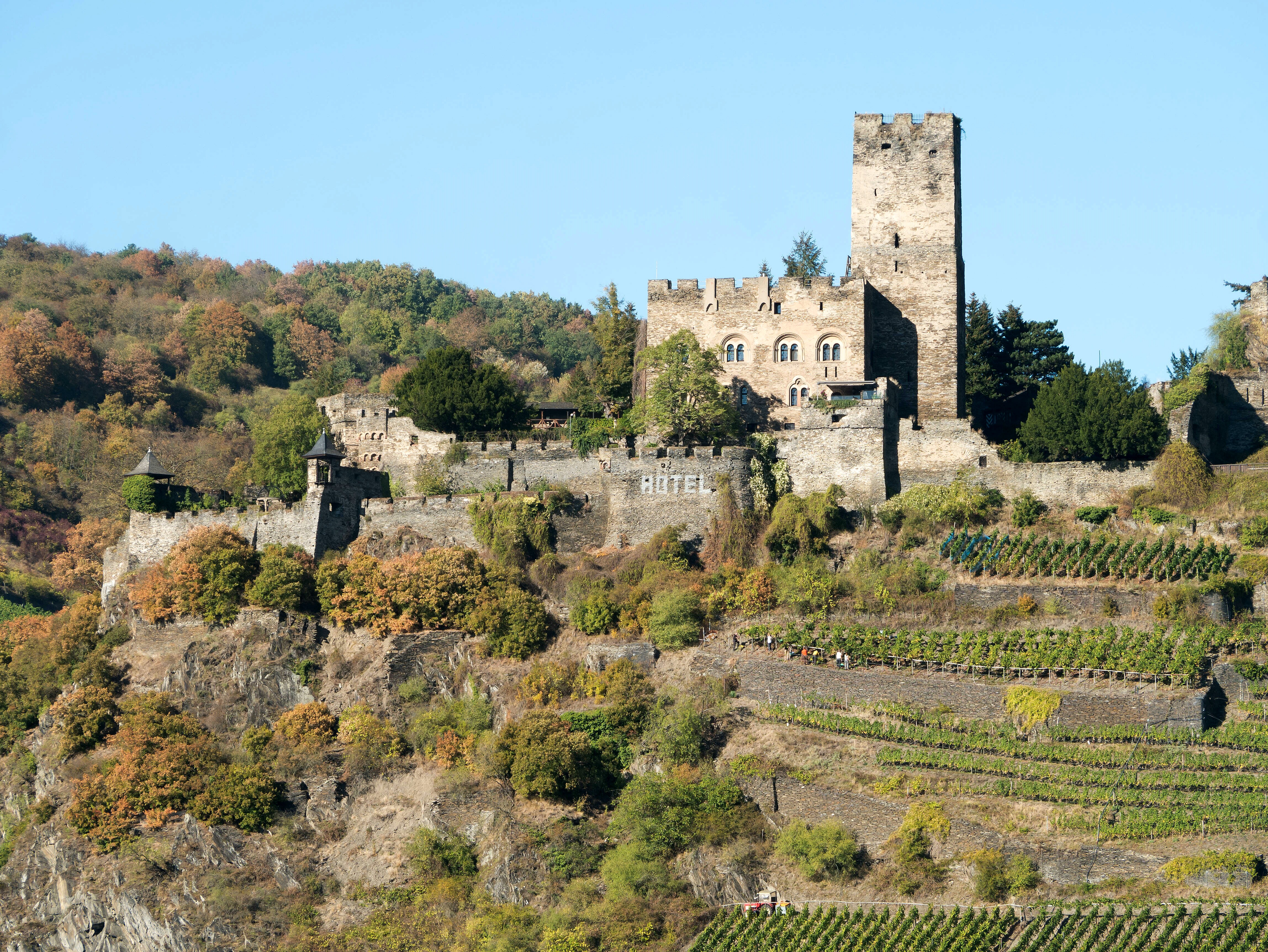
Вид замка и окружающих его виноградников
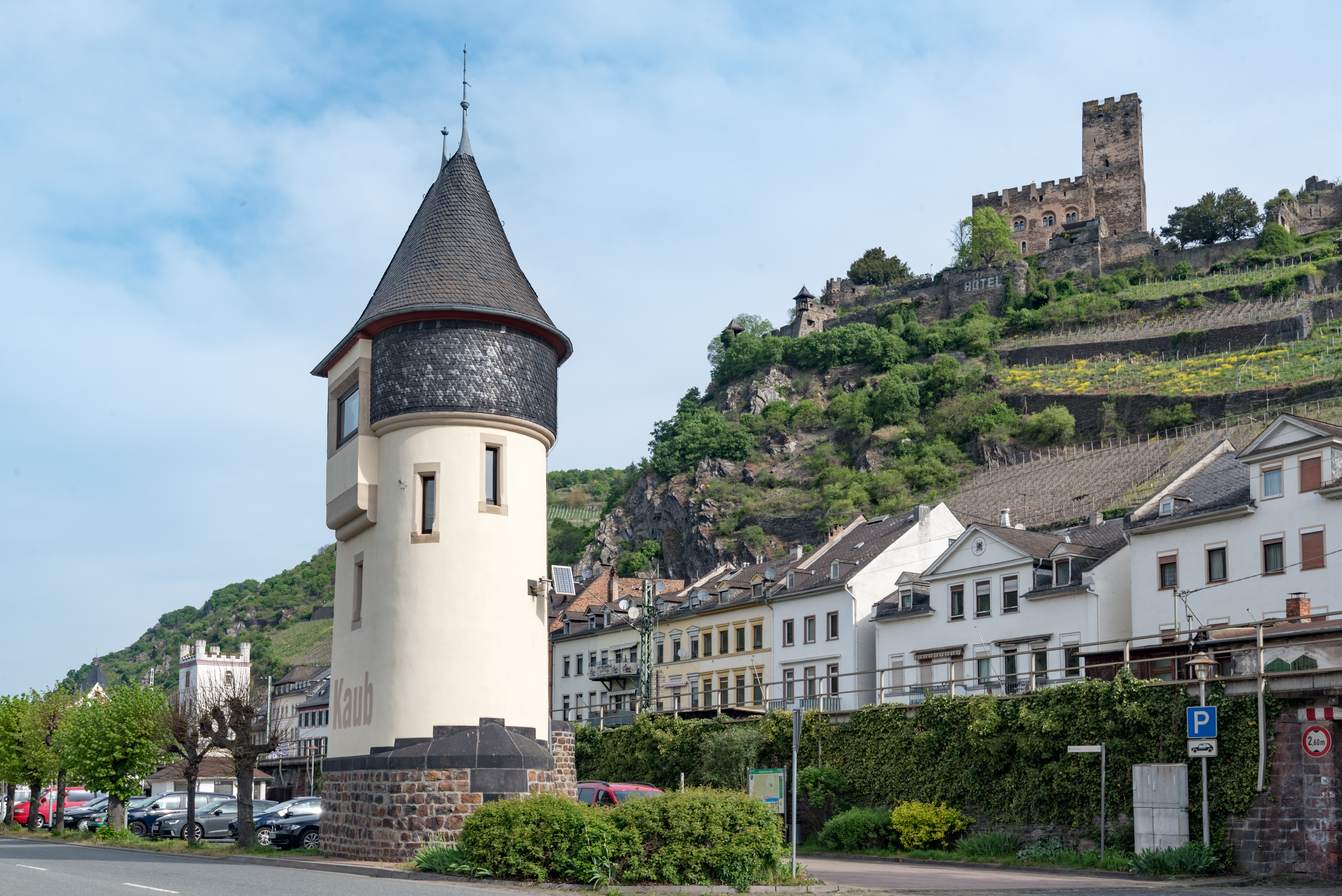
Вид замка снизу